# Custer (singolo)
Custer è un singolo del gruppo musicale statunitense Slipknot, pubblicato il 10 ottobre 2014 come terzo estratto dal quinto album in studio .5: The Gray Chapter.

## Descrizione
Undicesima traccia dell'album, Custer inizia con il percussionista Shawn Crahan che guida il tempo del brano stesso, per poi passare a un ritmo più veloce e sostenuto.
Le strofe sono caratterizzate, secondo il sito Loudwire, da Corey Taylor che parla nella maniera di un annunciatore radiofonico. Secondo il sito Artistdirect, Custer risulta essere molto simile al brano Surfacing, presente nel primo album del gruppo.

## Video musicale
Nonostante non sia stato prodotto alcun video per il singolo, il 30 gennaio 2015 gli Slipknot hanno pubblicato attraverso la propria pagina Facebook un video contenente l'esibizione dal vivo del brano risalente alla data di San Bernardino, California, in occasione del Knotfest 2014.

## Formazione
Gruppo
- Shawn Crahan – percussioni, cori
- Chris Fehn – percussioni, cori
- Sid Wilson – giradischi
- Mick Thomson – chitarra, basso[7]
- Craig Jones – campionatore, tastiera
- Jim Root – chitarra, basso[7]
- Corey Taylor – voce

Altri musicisti
- Donnie Steele – basso[7]
- Alessandro Venturella – basso
- Jay Weinberg – batteria[7]

Produzione
- Slipknot – produzione
- Greg Fidelman – produzione
- Joe Barresi – missaggio
- Jim Monti – registrazione
- Greg Gordon – registrazione
- Sara Lyn Killion – registrazione
- Geoff Neal – assistenza tecnica
- Chris Claypool – assistenza tecnica
- Marcus Johnson – assistenza tecnica
- Evin O'Cleary – assistenza tecnica
- Dan Monti – montaggio
- Lindsay Chase – coordinazione alla produzione
- Vlado Meller – mastering

## Classifiche
| Classifica (2014)             | Posizione massima |
| ----------------------------- | ----------------- |
| Stati Uniti (mainstream rock) | 28                |